# Sombrio
Sombrio là một đô thị thuộc bang Santa Catarina, Brasil. Đô thị này có diện tích 142,745 km², dân số năm 2007 là 24424 người, mật độ 184,2 người/km².